# FK BATE Bariszav
A BATE Boriszov (belaruszul: футбольны Клуб БАТЭ Барысаў, magyar átírásban: Futbolni Klub BATE Bariszav) fehérorosz labdarúgócsapat Bariszavban, Fehéroroszországban. Tizenöt alkalommal nyerte meg a fehérorosz bajnokságot és három alkalommal hódította el a fehérorosz kupát.

## Története
Az 1973-ban alapított labdarúgócsapat már debütálásának évében megnyerte a Fehérorosz SZSZK labdarúgó-bajnokságát. Az 1976-os és 1979-es területi bajnoki cím elnyerése után közel két évtizedig átlagos fehérorosz csapatnak számított.
A csapatot 1996-ban újraszervezték, ami a sikeresnek bizonyult: megnyerte a harmadosztályt, 1998-ban előbb bajnoki ezüstérmet szerzett, majd 1999-ben első alkalommal nyerte meg a fehérorosz labdarúgó-bajnokságot. Az európai kupaporondon bemutatkozó BATE a jóval nevesebb és nagyobb játékerőt képviselő Lokomotyiv Moszkvával szemben 1–7-es és 0–5-ös arányban maradt alul az UEFA-kupa-selejtezőn.
2000-ben újra bajnoki ezüstérmet szerzett és első alkalommal indulhatott Európa legrangosabb kupájában. A bajnokok ligája-selejtező 1. fordulójában az idegenbeli 1–1-et követően hazai pályán 2–1-es arányban múlta felül az örmény Sirak Gjumrit. A második körben a hazai 0–0-s döntetlent 3–0-s stockholmi vereség követett, így alulmaradt a svéd bajnok Helsingborgsszal szemben. A sikeres szezont záró BATE játékosállománya ekkortájt olyan kiváló labdarúgókból állt, mint a későbbi Arsenal-játékos Aljakszandar Hleb, vagy a később az AC Milanban játszó Vital Kutuzav.
2001-ben a bariszavi együttes bajnoki bronzérmet szerzett, az UEFA-kupában pedig sikerrel vette az első akadályt: a grúz Dinamo Tbiliszi otthonában még 2–1-es vereséget szenvedett, de a visszavágón 4–0-ra nyert nevesebb kaukázusi ellenfelével szemben, így a klub az UEFA-kupa főtáblájára jutott. A sorsolás a világhírű AC Milant sodorta az egyszeres fehérorosz bajnok útjába. A BATE játékosállománya csak a tisztes helytállásra volt elegendő, az olasz csapat 6–0-s összesítéssel került a következő fordulóba.
2002-ben előbb a fehérorosz kupa döntőjébe jutott, majd másodszor nyerte meg a nemzeti pontvadászatot. Az európai kupaporondon az Intertotó-kupában képviselte Fehéroroszországot, ahol az első fordulóban a dán Akademisk Boldklubot búcsúztatta 3–0-s összesítéssel, majd a következő körben szenzációs teljesítménnyel múlta felül az 1860 München csapatát: Münchenben 1–0-ra, hazai pályán pedig 4–0-s arányban diadalmaskodott. A 3. fordulóban az olasz Bologna ellen esett ki a klub.
A 2003-ban több kulcsjátékosát is elvesztő BATE második helyezést ért el a bajnokságban, majd a bajnokok ligája-selejtezőn 1–0-s hazai sikert követően 3–0-ra kikapott az ír Bohemianstól, így a három évvel korábbi bravúrt nem sikerült megismételnie.
2004-ben újfent második lett a fehérorosz pontvadászatban, a kupában az elődöntőig jutott. Az UEFA-kupa-selejtezőjén ismét a grúz Dinamo Tbiliszivel mérkőzött, ezúttal azonban mindkét mérkőzést elvesztette és kiesett.
A 2005-ös évben érte el története legrosszabb eredményét a fehérorosz bajnokságban, csak az ötödik helyen zárt. A fehérorosz kupa döntőjét már második alkalommal bukta el, gyógyírt az UEFA-kupa-előselejtezőn a grúz Torpedo Kutaiszi elleni 1–0-s és 5–0-s sikerek hozták. A második fordulóban ismét egy orosz csapat búcsúztatta: a Krilja Szovetov Szamara mindkét mérkőzésen 2–0-s arányban múlta felül bariszavi riválisát.
A sikertelen évet követően a BATE nemzeti szinten megállíthatatlannak tűnik: 2006-ban és 2007-ben is meggyőző fölénnyel nyerte meg a fehérorosz labdarúgó-bajnokságot, 2006-ban első ízben hódította el a fehérorosz kupát.
A bajnokok ligája 2006–2007-es kiírásában az utolsó selejtezőkörig menetelt, ahol csak a jóval nevesebb Steaua București felül 2–2-es bariszavi döntetlent követően 2–0-s arányban.
Átütő sikert a 2008-as esztendő hozta. A fehérorosz bajnokságot magasan vezető BATE a Bajnokok Ligája első selejtezőkörében az izlandi Valurt kettős győzelemmel, majd a jóval esélyesebb belga Anderlechtet idegenbeli 2–1-es győzelmének köszönhetően 4–3-as összesítéssel búcsúztatta. A BL-elitkörének mezőnyébe a bolgár Levszki Szofiján keresztül vezetett az út: a szófiai 1–0-s győzelmet 1–1-es bariszavi döntetlen követett, amely azt jelentette, hogy a BATE első fehérorosz csapatként bejutott a Bajnokok Ligája csoportkörébe.
A 2009-es szezonban ugyan nem sikerült a BL-főtáblára jutnia, sorozatban negyedik alkalommal nyerte meg a fehérorosz labdarúgó-bajnokságot.
A klub öt alkalommal jutott be a Bajnokok Ligája csoportkörébe (2008-09, 2011-12, 2012-13, 2014-15, 2015-16), ennek köszönhetően a kelet-európai régió meghatározó klubjává vált.
Az Európa Liga főtábláján öt alkalommal szerepeltek (2009-10, 2010-11, 2012-13, 2017-18, 2018-19). Legjobb nemzetközi eredményük az Európa Liga legjobb 32 csapata közé jutás volt, amit két alkalommal értek el.
A 2019-es szezon végén a Dinamo Breszt ellenében elvesztették a hazai bajnoki címet, így 13 év után nem indulhatott a Bajnokok Ligája selejtezőjében sem.

## Jelenlegi keret
2018. augusztus 31. szerint
| #  |            | Poszt | Név                  |
| -- | ---------- | ----- | -------------------- |
| 4  | SRB        | V     | Aleksandar Filipović |
| 5  | BLR        | KP    | Javhen Jablonszki    |
| 6  | SRB        | V     | Nikola Vasiljević    |
| 7  | BLR        | KP    | Yevgeniy Berezkin    |
| 8  | BLR        | KP    | Stanislaw Drahun     |
| 10 | Montenegró | KP    | Mirko Ivanić         |
| 11 | BLR        | KP    | Aljakszandr Hleb     |
| 13 | BLR        | CS    | Mikalaj Szihnevics   |
| 15 | BLR        | CS    | Maksim Skavysh       |
| 17 | BLR        | KP    | Alexei Rios          |
| 18 | UGA        | KP    | Luwagga Kizito       |
| 19 | SRB        | V     | Nemanja Milunović    |
| 21 | BLR        | V     | Egor Filipenko       |
| 22 | BLR        | KP    | Ihar Stasevich       |

| #  |     | Poszt | Név                  |
| -- | --- | ----- | -------------------- |
| 23 | BLR | KP    | Zakhar Volkov        |
| 24 | FIN | CS    | Jasse Tuominen       |
| 25 | BLR | KP    | Dzmitrij Baha        |
| 27 | SRB | KP    | Slobodan Simović     |
| 30 | BLR | K     | Aleksey Chernykh     |
| 33 | BLR | V     | Dzyanis Palyakow     |
| 35 | BLR | K     | Anton Chichkan       |
| 42 | BLR | V     | Makszim Valadzko     |
| 43 | BLR | KP    | Aleksandr Nemirko    |
| 44 | BLR | V     | Vladislav Malkevich  |
| 45 | BLR | CS    | Vladislav Mukhamedov |
| 48 | BLR | K     | Denis Scherbitskiy   |
| 62 | BLR | KP    | Mihail Hardzejcsuk   |
| 94 | FRA | KP    | Hervaine Moukam      |

## Korábbi eredményei a fehérorosz bajnokságban
| Szezon | Osztály | H  | M  | Gy | D  | V | Rg | Kg | P  |
| ------ | ------- | -- | -- | -- | -- | - | -- | -- | -- |
| 1996   | III.    | 1. | 28 | 25 | 2  | 1 | 79 | 10 | 77 |
| 1997   | II.     | 2. | 30 | 25 | 3  | 2 | 92 | 15 | 78 |
| 1998   | I.      | 2. | 28 | 18 | 4  | 6 | 50 | 25 | 58 |
| 1999   | I.      | 1. | 30 | 24 | 5  | 1 | 80 | 22 | 77 |
| 2000   | I.      | 2. | 30 | 20 | 4  | 6 | 68 | 26 | 64 |
| 2001   | I.      | 3. | 26 | 16 | 3  | 7 | 54 | 31 | 51 |
| 2002   | I.      | 1. | 26 | 18 | 2  | 6 | 51 | 20 | 56 |
| 2003   | I.      | 2. | 30 | 20 | 6  | 4 | 70 | 21 | 66 |
| 2004   | I.      | 2. | 30 | 22 | 4  | 4 | 59 | 25 | 70 |
| 2005   | I.      | 5. | 26 | 12 | 11 | 3 | 42 | 27 | 47 |
| 2006   | I.      | 1. | 26 | 16 | 6  | 4 | 47 | 27 | 54 |
| 2007   | I.      | 1. | 26 | 18 | 2  | 6 | 50 | 25 | 56 |
| 2008   | I.      | 1. | 30 | 19 | 10 | 1 | 54 | 20 | 67 |
| 2009   | I.      | 1. | 26 | 19 | 5  | 2 | 55 | 16 | 62 |
| 2010   | I.      | 1. | 33 | 21 | 9  | 3 | 64 | 18 | 72 |
| 2011   | I.      | 1. | 33 | 18 | 12 | 3 | 53 | 20 | 66 |
| 2012   | I.      | 1. | 33 | 21 | 5  | 4 | 51 | 16 | 68 |
| 2013   | I.      | 1. | 32 | 21 | 4  | 7 | 61 | 25 | 67 |
| 2014   | I.      | 1. | 32 | 20 | 11 | 1 | 68 | 21 | 71 |
| 2015   | I.      | 1. | 26 | 20 | 5  | 1 | 44 | 11 | 65 |
| 2016   | I.      | 1. | 30 | 22 | 4  | 4 | 73 | 25 | 70 |
| 2017   | I.      | 1. | 30 | 21 | 5  | 4 | 61 | 19 | 68 |
| 2018   | I.      | 1. | 30 | 23 | 4  | 3 | 55 | 24 | 73 |

## Sikerei
- Fehérorosz bajnok: 15 alkalommal (1999, 2002, 2006, 2007, 2008, 2009, 2010, 2011, 2012, 2013, 2014, 2015, 2016, 2017, 2018)
- Fehérorosz kupagyőztes: 3 alkalommal (2006, 2010, 2015).
- Fehérorosz szuperkupa győztes: 7 alkalommal (2010, 2011, 2013, 2014, 2015, 2016, 2017)